# Gare de Saint-Florentin - Vergigny
Gare de Saint-Florentin - Vergigny vasútállomás Franciaországban, Vergigny településen.

## Vasútvonalak
Az állomást az alábbi vasútvonalak érintik:
- Párizs–Marseille-vasútvonal
- Saint-Julien (Troyes)-Saint-Florentin-Vergigny-vasútvonal
- Saint-Florentin-Vergigny-Monéteau-Gurgy-vasútvonal
- Saint-Julien–Saint-Florentin - Vergigny-vasútvonal
- Saint-Florentin - Vergigny–Monéteau - Gurgy-vasútvonal

## Kapcsolódó állomások
A vasútállomáshoz az alábbi állomások vannak a legközelebb:
- Gare de Laroche - Migennes
- Gare de Tonnerre